# Enicosanthum congregatum
Enicosanthum congregatum là loài thực vật có hoa thuộc họ Na. Loài này được (King) Airy Shaw mô tả khoa học đầu tiên năm 1939.